# David Goldblatt
Pour les articles homonymes, voir Goldblatt.
David Goldblatt, né le 29 novembre 1930 à Randfontein dans le Transvaal en Afrique du Sud et mort le 25 juin 2018 à Johannesbourg (Transvaal),,, est un photographe sud-africain. 
David Goldblatt a photographié pendant des décennies le paysage politique d'Afrique du Sud, portant un intérêt particulier pour l’histoire de son pays. 
Depuis les années 1960, il a ainsi observé l'évolution sociale et politique de la société sud-africaine, explorant la relation entre les individus et les structures dans lesquelles ils vivent. Il a notamment saisi et analysé au travers de ses photographies l’intersection entre la terre, ses habitants et ses valeurs, dévoilant les origines, la complexité et les nuances de la société sud-africaine.
Ses photographies ont apporté un témoignage de la vie quotidienne en Afrique du Sud non seulement sous l’Apartheid mais aussi depuis la fin du régime ségrégationniste.

## Biographie
Au sein d'une famille d'origine lituanienne, David Goldblatt est le plus jeune fils d'Eli Goldblatt et Olga Light, tous deux d'ascendances juives allemandes. Il s'intéresse très jeune à la photographie et effectue sa scolarité au lycée de Krugersdorp. 
Après des études commerciales à l'université du Witwatersrand, Goldblatt a commencé sa carrière professionnelle comme photographe de presse en 1948. C'est ainsi qu'il photographie la mise en place des nouveaux panneaux de ségrégation raciale, mis en place dans le cadre de la politique d'apartheid.
En 1963, il se consacre à la photographie professionnelle et travaille sur de nombreux ouvrages consacrés à la vie quotidienne des Sud-Africains, blancs ou noirs. 
En 1998, il publie South Africa: The Structure of Things Then consacrée à la vie quotidienne en Afrique du Sud du début de la colonisation jusqu'en 1990. 
C'est en 1998 qu'il expose son travail au musée d'art moderne (MoMA) de New York puis en 2001 à Barcelone. 
Jusqu'à la fin des années 1990, les photographies professionnelles de Goldblatt sont effectuées en noir et blanc. Ce n'est qu'après avoir travaillé sur un reportage en Australie qu'il prend des photos en couleurs.  
L'ensemble de son œuvre est récompensé en 2009 par le prestigieux prix Henri-Cartier-Bresson.
Il reçoit le prix Cornell-Capa en 2013.

## Expositions
- 1974 - The Photographers' Gallery, Londres
- 1975 - National Gallery of Victoria, Melbourne
- 1975 - Photography Place, Sydney
- 1977 - Durban Art Gallery, Durban, Afrique du Sud
- 1978 - Market Theatre Galleries, Johannesburg
- 1983 - Johannesburg Art Gallery, Johannesburg
- 1983 - Pretoria Art Gallery, Pretoria
- 1983 - SA National Gallery, Le Cap
- 1985 - Side Gallery, Newcastle upon Tyne
- 1986 - The Photographers' Gallery, Londres
- 1998 - The Museum of Modern Art, New York; 
  - Institut d'architecture des Pays-Bas (NAi), Rotterdam
- 1999 - South African National Gallery, Le Cap
- 2001 - Galerie Krings-Ernst, Cologne
- 2001-2005 - David Goldblatt - Fifty-One Years. Axa Gallery, New York; 
  - Musée d'art contemporain de Barcelone (MACBA), Barcelone;
  - Witte de With, Rotterdam;
  - Centre culturel de Belém, Lisbonne;
  - Modern Art, Oxford;
  - Palais des Beaux-Arts, Bruxelles;
  - Lenbachhaus, Munich;
  - Johannesburg Art Gallery
- 2002 - Galerie Krings-Ernst, Cologne
- 2004 - Galerie Marian Goodman, Paris
- 2005 - Galería Elba Benítez, Madrid
  - David Goldblatt – Intersections. Museum Kunst Palast, Düsseldorf;
  - Camera Austria, Graz
- 2006 - Rencontres d'Arles, Église Sainte-Anne, Arles
  - Hasselblad Center, Göteborg
- 2007 - David Goldblatt – Intersections. Huis Marseille, Amsterdam;
  - Berkeley Art Museum
- 2007 - D. G. - Südafrikanische Fotografien 1952 - 2000. Fotomuseum Winterthour
- 2010 - D.G. - "TJ" (Transvaal Johannesburg) - Fondation Henri Cartier Bresson (Paris)
- 2018 - David Goldblatt, Centre Georges-Pompidou, Paris, 21 février 2018 - 13 mai 2018.

## Publications
- On The Mines, avec Nadine Gordimer, Le Cap, 1973
- Some Afrikaners Photographed, Johannesburg, 1975
- Cape Dutch Homesteads, avec Margaret Courtney-Clarke et John Kench, Le Cap, 1981
- In Boksburg, Le Cap 1982
- Lifetimes: Under Apartheid, avec Nadine Gordimer, New York, 1986
- The Transported of KwaNdebele, avec Brenda Goldblatt et Phillip van Niekerk, New York, 1989
- South Africa: the Structure of Things Then, Le Cap, New York, 1998
- Lesley Lawson: David Goldblatt, Londres, 2001, Phaidon 55
- David Goldblatt Fifty-One Years, Barcelone, 2001
- Particulars, Johannesburg, 2003 (“Prix du Livre ”, 16es Rencontres internationales de la photographie Arles 2004)
- David Goldblatt – Intersections, Munich et al., 2005
- David Goldblatt: Photographs, Hasselblad Award, 2006  (ISBN 3775719172)